# Karen Brown (hockey sur gazon)
Karen Brown, née le 9 janvier 1963 à Redhill, est une joueuse britannique de hockey sur gazon.
Elle fait partie de l'équipe de Grande-Bretagne de hockey sur gazon féminin médaillée de bronze des Jeux olympiques de 1992 à Barcelone.